# Bielizna (zespół muzyczny)
Bielizna – polski zespół muzyczny. Swoją działalność rozpoczął w połowie lat 80. w Gdańsku. Założycielami zespołu byli dwaj znajomi z Politechniki Gdańskiej – Jarosław Janiszewski oraz Jarosław Figura. Zespół jest zaliczany do kręgu Gdańskiej Sceny Alternatywnej.

## Historia
Zawartość tej strony może naruszać prawa autorskie.
Tekst źródłowy prawdopodobnie pochodzi z:
https://polskirock.eu/wykonawca/bielizna/
1. Nie usuwaj tego szablonu. Zostanie on usunięty, jeżeli prawa autorskie tego artykułu zostaną wyjaśnione.
2. Jeżeli potrafisz, napisz artykuł tak, aby nie naruszał praw autorskich.
3. Jeżeli masz prawa autorskie do tej treści lub masz zgodę na publikację zgodną z naszą licencją, prosimy, napisz o tym na stronie dyskusji tego artykułu i na stronie Wikipedia:Lista NPA oraz zastosuj procedurę zamieszczania haseł wcześniej opublikowanych.
4. Artykuł zostanie usunięty, jeżeli status praw autorskich do zawartych w nim treści nie zostanie wyjaśniony.

Powielanie materiałów chronionych prawami autorskimi – bez zezwolenia właściciela tych praw – jest pogwałceniem obowiązującego prawa, jest też sprzeczne z ustaleniami Wikipedii. Osobom, które regularnie wstawiają takie materiały, może zostać odebrane uprawnienie edytowania Wikipedii.
Grupa początkowo używała nazwy „Bielizna Goeringa”, potem muzycy skrócili ją do „Bielizna G.”, w końcu została obecna nazwa. Po kilku koncertach krytycy i publiczność zaliczyli formację do czołowych przedstawicieli Trójmiejskiej Sceny Alternatywnej. Pierwsza „radiowa” kompozycja zespołu pt. „Terrorystyczne bojówki” dotarła do drugiego miejsca jedynej, niezależnej listy przebojów, realizowanej wtedy na antenie Rozgłośni Harcerskiej Polskiego Radia. Natomiast utwór „Witamy w R.P.A.” przez kilka tygodni zajmował pierwsze miejsce na tej liście. Debiutancka płyta zespołu pt. „Taniec lekkich goryli” została przyjęta entuzjastycznie zarówno przez słuchaczy, jak i krytyków muzycznych. Chwalono „połamaną” rytmikę oraz niebanalne teksty. Kolejne wydawnictwa – „Wiara, nadzieja, miłość i inwigilacja”, „TAG”, „Pani Jola” ugruntowały pozycję zespołu na niezależnej scenie rockowej. W 2000 grupa wydała płytę pod szyldem „Doktor Granat” – wydawnictwo zatytułowano „Świadkowie rocka”. W 2003 Bielizna, wraz z Trzecim Programem Polskiego Radia, wydała płytę pt. „W dzikim kraju”. Płyta otrzymała bardzo dobre recenzje m.in. w tygodnikach „Polityka” oraz „Wprost”. W październiku 2009 ukazała się płyta pt. „Obrazki z wystawki”.

## Dyskografia
Albumy studyjne
- Taniec lekkich goryli (1988)
- Wiara, nadzieja, miłość i inwigilacja (1990)
- TAG (1993)
- Pani Jola (1996)
- Świadkowie rocka (jako Doktor Granat, 2001)
- W dzikim kraju (2004)
- Obrazki z wystawki (2009)
- Bagno (2025)

Albumy kompilacyjne
- Bielizna (1991) – kompilacja na CD dwóch pierwszych płyt
- Utwory wybrane 1987–1997 (1997)

Notowane single:
| Rok  | Tytuł                              | Pozycja na Liście |
| Rok  | Tytuł                              | LP3               |
| ---- | ---------------------------------- | ----------------- |
| 1988 | Kołysanka dla narzeczonej tapicera | 12                |
| 1988 | Prywatne życie kasjerki PKP        | 22                |
| 1989 | Stefan                             | 15                |
| 1990 | Dom rodzinny                       | 17                |
| 1997 | Władek przechodzi w piąty wymiar   | 27                |

## Muzycy
| Obecny skład zespołu - Jarek Janiszewski – wokal (od 1984) - Andrzej Jarmakowicz – perkusja (od 1984) - Jarek Figura – gitara (1984–1988, od 2018), gitara basowa (od 2000) - Wojtek Hinz – gitara basowa (1986–1991), gitara (od 2018) - Krzysiek Stachura – gitara (2009–2014, od 2018) - Radovan Jacuniak – kontrabas, gitara basowa (1988–1990, 1996–2000, od 2019) | Byli członkowie zespołu - Witold Cynke – gitara basowa (1984–1986) - Zbigniew Koziarowski – gitara (1987–1988) - Jarosław Zabłocki – gitara (1988–1990) - Tomasz Żuczek – gitara basowa (1991–1996) - Piotr Pawlak – gitara (1988–1996) - Robert Dobrucki – saksofon (1995–2010) - Jarek Furman – gitara (1990–2018) - Michał Kusz – gitara |